# Ангрбода
Ангрбода (на старонорвежки: Angrboða, в превод „Носеща скръб“, „Предлагаща печал“) е великанка в скандинавската митология.
По време на странстванията си Локи спира при нея и двамата съжителстват три години. От тази връзка Ангрбода ражда три демонични същества, хтонически чудовища. Това са вълкът Фенрир, змията Йормунганд и девойката Хел. Според предсказанията на норните тези деца ще са отговорни за гибелта на света и боговете аси; затова бог Тор по заповед на Один ги отвежда в Асгард, откъдето след съвет, боговете ги заточават всяко на отделно място.
Великанката Ангрбода живее в Ярнвид (Iárnvid, на нордически: „Желязна гора“) и може да бъде отъждествена с Ярнвида, персонаж от скандинавската митология, споменат в списъка със съпруги на великаните-йотуни в Младата Еда.